# Raphael Ott
Raphael Ott (* 15. Dezember 2005 in Weilheim in Oberbayern) ist ein deutscher Fußballspieler und spielt derzeit in der 3. Liga bei Viktoria Köln.

## Verein
Ott spielte in der Jugend bis 2016 für den TSV Murnau und anschließend für den TSV 1860 München. Im Sommer 2024 wechselte er aus der U19 in den Profikader. Für die Löwen kam Ott sowohl in der zweiten Mannschaft in der Bayernliga als auch bei den Profis in der 3. Liga zum Einsatz. 
Sein Debüt in der 3. Liga gab er am 11. August 2024, dem 2. Spieltag der Saison, bei der 1:3-Auswärtsniederlage gegen VfB Stuttgart II. Ott stand in dieser Partie in der Startelf. Einen Spieltag später, bei der 1:3-Heimniederlage gegen Viktoria Köln, erzielte er per Fallrückzieher seinen ersten Treffer in der 3. Liga. Der Treffer wurde in die Auswahl zum Tor des Monats August 2024 aufgenommen.
Im Sommer 2025 verließ Ott den TSV 1860 München nach neun Jahren und wechselte innerhalb der 3. Liga zu Viktoria Köln.